# Vaquero gay

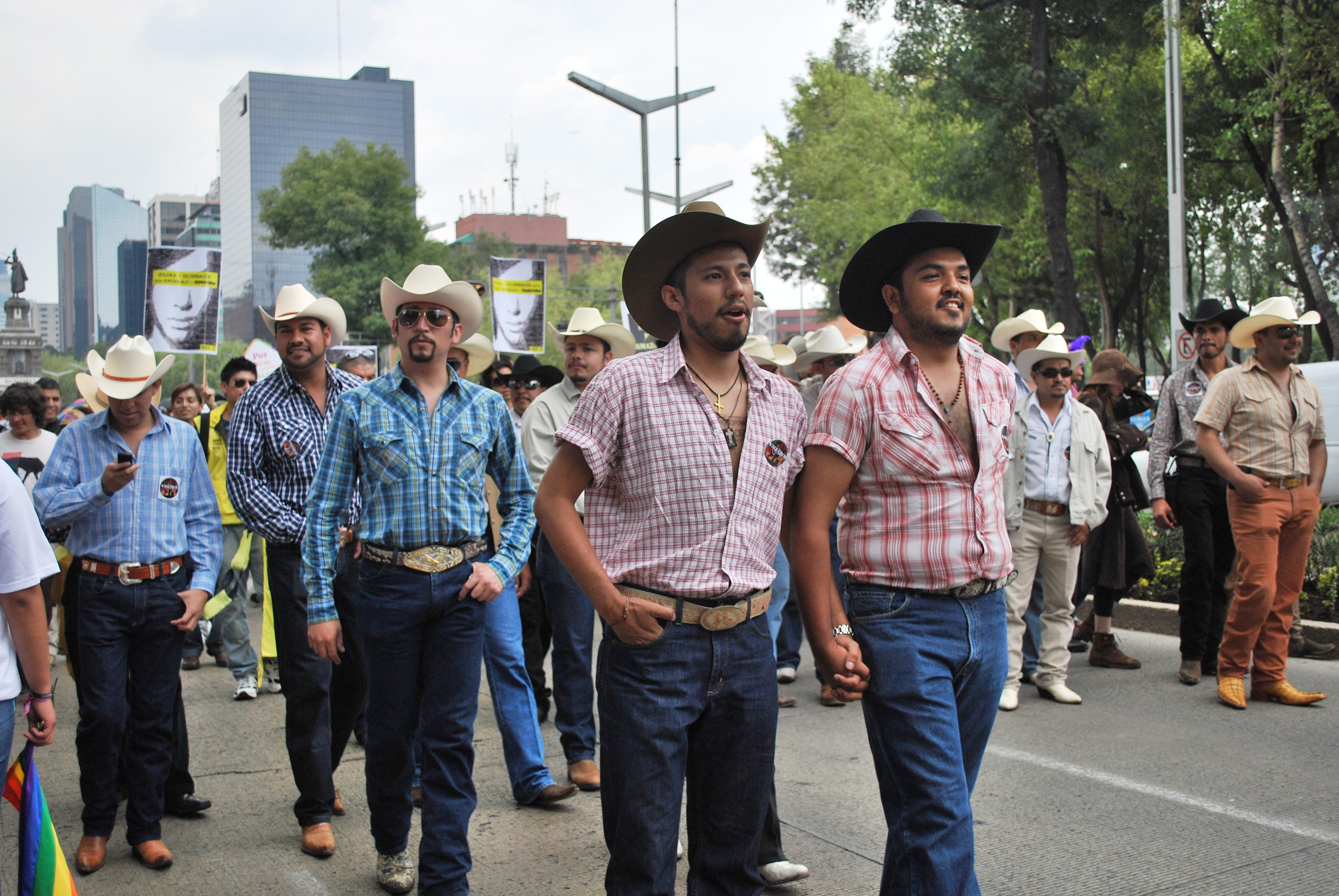
Un grupo de vaqueros gay en la Marcha del Orgullo CDMX 2009

Vaquero gay hace referencia a una subcultura dentro de la comunidad gay a la que pertenecen hombres homosexuales que se visten y se comportan como vaqueros. Este movimiento, surgido principalmente en el oeste de los Estados Unidos y México, se ha expandido por toda América del Norte.

## Costumbres
No en todos los casos son hombres provenientes del mundo rural y dedicados a la ganadería, pero sin embargo, mantienen costumbres asociadas a la cultura vaquera (o del inglés cowboy), siendo los elementos del vestuario un factor distintivo principal. Entre los elementos y accesorios de la vestimenta destacan las camisas a cuadros, pantalones de mezclilla, sombreros vaqueros, cinturones con una hebilla grande y con diseños alusivos a la cultura vaquera, botas de cuero, entre otras prendas de la moda western. Mientras que en algunos casos sí corresponden a habitantes del mundo rural dedicados a actividades propias e históricas de los vaqueros, en otros, pertenecen a migrantes del campo a la ciudad que conservaron las costumbres campesinas relacionadas. Es en los espacios urbanos, debido a la mayor tolerancia social y la existencia de más personas de la comunidad LGBT para interactuar, donde se han desarrollado de mejor manera los lugares de encuentro para los vaqueros gais, con la creación de bares y clubes asociados.
Otro factor determinante para los vaqueros gay es conservar la masculinidad en su corportamiento y actitudes como parte de su propia identidad cultural reivindicatoria de la cual sienten que son parte sin desmedro de su orientación sexual, indistintamente si se encuentran fuera del armario o no, evitando así el afeminamiento y preservando una imagen estereotipada del vaquero que se desenvuelve en un ambiente machista con rudeza, en donde tener una conducta afeminada es socialmente menos tolerado y puede ser un factor determinante para la exclusión de un hombre y la aparición de prejuicios discriminatorios.
En México comenzó a gestarse una propia cultura gay vaquera con la ayuda de inmigrantes mexicanos en los Estados Unidos, quienes desarrollaron actividades dentro del ámbito de la vida nocturna, mezclando elementos culturales del Lejano Oeste con la cultura charra como distintivos propios de la cultura mexicana. En Ciudad de México, como también en los estados de Zacatecas y San Luis Potosí se organizan periodicamente distintos tipos de encuentros y reuniones de vaqueros gay, donde hombres homosexuales y bisexuales vestidos con sus atuendos típicos disfrutan de bailes y cantos de la música regional mexicana, beben tequila y otros tragos locales y disfrutan de la gastronomía típica nacional.

## Cultura popular
La película estadounidense Brokeback Mountain (2005), basada en el cuento homónimo, narra la historia de dos vaqueros que se conocen en la década de 1960 en algún lugar de Wyoming y viven una historia de amor homosexual por dos décadas.
Orville Peck es el seudónimo de un cantante de country rock abiertamente gay y que, cubriendo su verdadera identidad usando una máscara al estilo de El Llanero Solitario, se viste con atuendos típicos de vaqueros.